# Topleț, Caraș-Severin
Topleț este satul de reședință al comunei cu același nume din județul Caraș-Severin, Banat, România.

## Personalități
- Ioan Talpeș general, ambasador, senator
- Gheorghe Băltean, deputat în Marea Adunare Națională de la Alba Iulia 1918